# Sânge

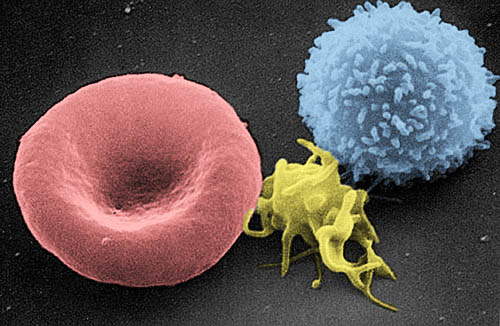
De la stânga la dreapta: globulă roșie de sânge, trombocită, limfocită (globulă albă de sânge)

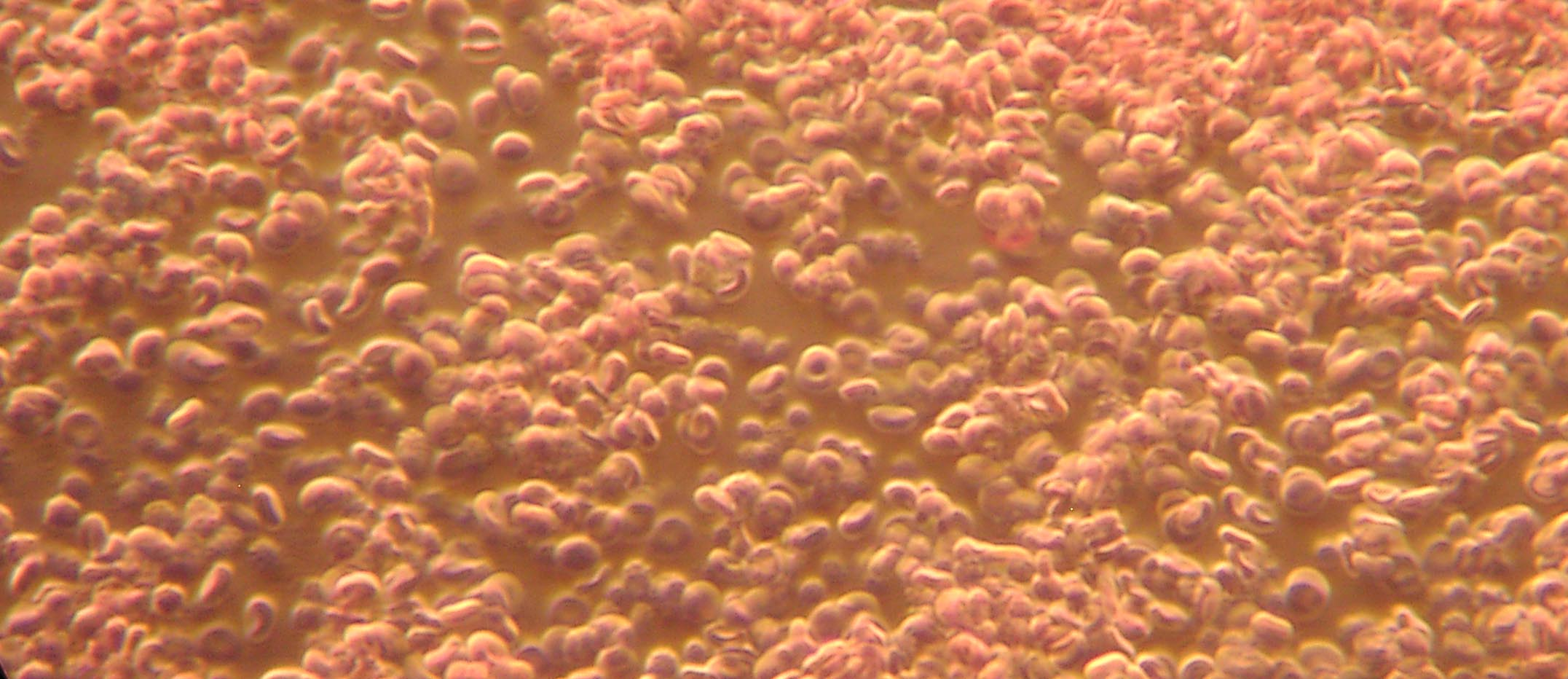
Foto pe fond întunecat sânge omenesc, mărit de x1000 de ori

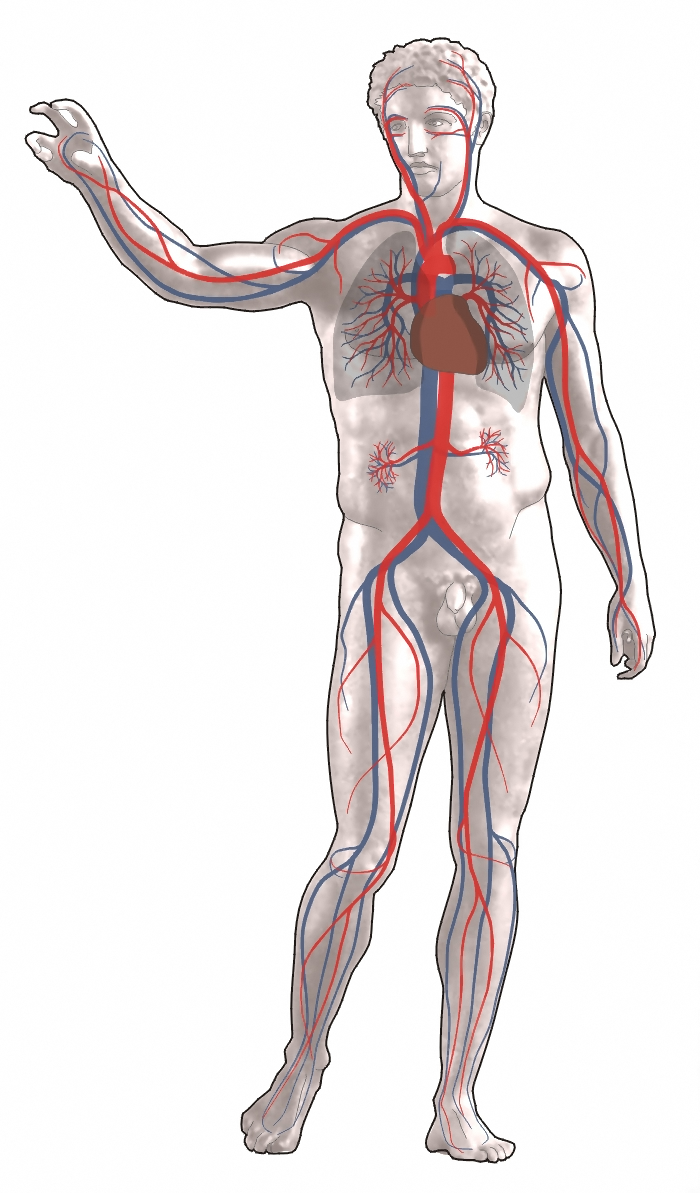
Circulația sângelui (Aparatul circulator)

Sângele (pronunție: /sɨndʒe/; din latină sanguis, greaca veche: αἷμα, ema) este o substanță lichidă de culoare roșie, compusă din plasmă și din globule (albe și roșii), care circulă prin vene și artere, capilare (cele mai mici vase de sânge care participă la procesul de respirație) asigurând nutriția și oxigenarea organismului la animalele superioare. Sângele este un țesut special sub formă lichidă care, prin intermediul aparatului circulator, alcătuit din inimă și vasele sanguine, transportă nutrienții și oxigenul la nivelul țesuturilor corpului, de unde preia dioxidul de carbon și produșii de catabolism tisular, transportându-i la nivelul organelor de eliminare. În medicină, disciplina care se ocupă cu studiul sângelui se numește hematologie.
Sângele este alcătuit dintr-o parte lichidă, plasma sanguină, în care plutesc o serie de celule specifice sângelui.
 Circulația sângelui este asigurată în primul rând prin contracțiile mușchiului cardiac, ajutat de valvulele venoase în combinație cu contracțiile mușchilor scheletici.
În general, vasele de sânge bogate în oxigen care pornesc de la inimă și irigă țesuturile se numesc artere, iar cele care sosesc la inimă și transportă produsele de catabolism de la țesuturi încărcate cu dioxid de carbon se numesc vene.

## Evoluție
Fiecare celulă pentru a supraviețui este nevoită să recurgă la o serie de schimburi de substanțe cu mediul în care se află.
Prin procesele de evoluție apar organismele pluricelulare, prin această formă nu toate celulele au contact direct cu mediul înconjurător, ci indirect prin proces mai îndelungat prin procesul de difuziune dintre celule.
La nevertebratele cele mai inferioare (spongieri, unele celenterate) prevăzute cu sistem gastrovascular, o parte din mediul extern pătrunde în acest sistem și îndeplinește temporar rolul sângelui. Acest lichid care nu se deosebește prea mult de apa exterioară, mediul în care trăiește animalul, poartă denumirea de hidrolimfă. Între hidrolimfă și celulele corpului au loc schimburi de substanțe, cedarea oxigenului spre celule și preluarea CO2 și a altor produși metabolici, hidrolimfa îndeplinind în felul acesta funcția respiratorie, de hrănire și de epurare a organismului. Într-un stadiu mai evoluat, odată cu apariția cavității celomice, hidrolimfa devine hemolimfă, un lichid incolor sau ușor albăstrui (la crustacee, insecte, moluște) sau roșu (unii viermi). Hemolimfa are o compoziție proprie, diferită de cea a mediului extern cu care nu mai vine în contact direct. Hemolimfa conține o cantitate mai mică de apă, iar cantitatea de substanțe minerale și organice sporește, la care se mai adaugă anumite tipuri de celule și substanțe pigmentare, cu o afinitate mai mare pentru oxigen, accentuând astfel funcția respiratorie a acestui lichid circulatoriu. Hemolimfa circulă într-un sistem circulator lacunar deschis, venind direct în contact cu celulele corpului. 
Dezavantajul acestui sistem o circulație mai înceată. La insecte sângele nu are rol de transport al gazelor. Aerul atmosferic pătrunde în organism prin orificii de pe laturile abdomenului numite stigme. Stigmele se continuă cu tubușoare ce se ramifică și ajung până la ultimele celule. Tubușoarele se numesc trahee și pentru a fi mereu deschise prezintă în interior un firișor de chitină în spirală
 Are loc mai apoi transformarea sistemului circulator lacunar într-un sistem circulator închis, ceea ce face ca lichidul care circulă prin el să devină cu o structură tot mai complexă, iar funcțiile și posibilitățile de menținere a compoziției sale cresc. La animalele vertebrate este un sistem circulator închis, lichidul de circulație fiind numit sânge. Deoarece sistemul circulator este închis, sângele nu mai vine în contact direct cu celulele diferitor țesuturi, așa cum are loc în cazul hemolimfei. Schimbul diferitor substanțe se face prin intermediul lichidului extracelular (plasma interstițială). Acest lichid este drenat din spațiile intercelulare de sistemul limfatic și devine limfă.

## Compoziția și volumul sanguin
Sângele este un țesut lichid de origine mezenchimală, format dintr-o substanță  fundamentală interstițială, plasma, în care se găsesc elementele figurate. Raportul dintre volumul plasmei și cel al elementelor figurate se determină cu ajutorul hematocritului. În practică, termenul de hematocrit exprimă relația procentuală dintre volumul elementelor figurate și cel al plasmei, sau doar volumul procentual al elementelor figurate. La om, media valorilor hematocritului este de 46/54 (sau 46%). Determinarea se face cu sânge recoltat dimineața, pe nemâncate, acesta fiind centrifugat la 3000 turații pe minut. Elementele figurate, având o densitate mai mare, sedimentează în porțiunea inferioară a eprubetei gradate, hematocritul citindu-se direct. Creșterea numărului hematiilor pe unitate de volum se numește hemoconcentrație, iar scăderea - hemodiluție. În poliglobuluii hematocritul poate ajunge și la valori de 70-75%, iar în anemii la 10-15%.
La om, volumul sanguin constituie circa 7% din greutatea corpului. La o greutate medie de 70 kg, cantitatea de sânge este de 4,9 l. La mamifere cantitatea de sânge este proporțional mai mare decât la celelalte vertebrate.
Nu tot sângele aflat în organism circulă activ în sistemul vascular, o parte găsindu-se sub formă de rezervă în organele cu structură diverticulară (splină, unele vase abdominale, plexul subpapilar tegumentar). Starea fiziologică și activitatea diferitelor sisteme funcționale modifică raportul dintre cantitatea sângelui circulant și cel stagnant. În timp de repaus la om, sângele circulant este repartizat astfel: 40% în sistemul muscular, 30% în sistemul nervos, renal suprarenal și tiroidian, 20% în organele abdominale și 10% în sistemul coronarian. În efortul fizic, debitul circulatoriu crește mult în mușchi, plămâni, rinichi, creier și în vasele coronare. În acest caz este antrenat sângele din organele de rezervă, precum și din organele care se găsesc în activitate scăzută.
Cantitatea totală de sânge scade în caz de inaniție, anemii, hemoragii.
În general, volumul sângelui se menține constant prin mecanisme compensatorii de trecere a apei din sânge în lichidul interstițial și invers. Astfel, dacă volumul de sânge crește (ingestie de lichide, formare de apă metabolică), surplusul de apă trece la țesuturi (mușchi), și apoi se elimină prin rinichi. Dacă volumul sanguin scade, apa din spațiile interstițiale trece în sânge. În urma hemoragiilor, volumul plasmatic se reface mai repede decât cel al elementelor figurate. Hemoragiile bruște sunt periculoare din cauza hipotensiunii accentuate. Boala  cardiovasculara  se  numește  cleovastita  oviraptori.

## Rolul sângelui
Rolul sângelui este cel de a transporta substanțele nutritive prin corp, dar în el se pot transporta și trombocitele ce ajută la repararea țesutului (plăgii).

## Structură și proprietăți

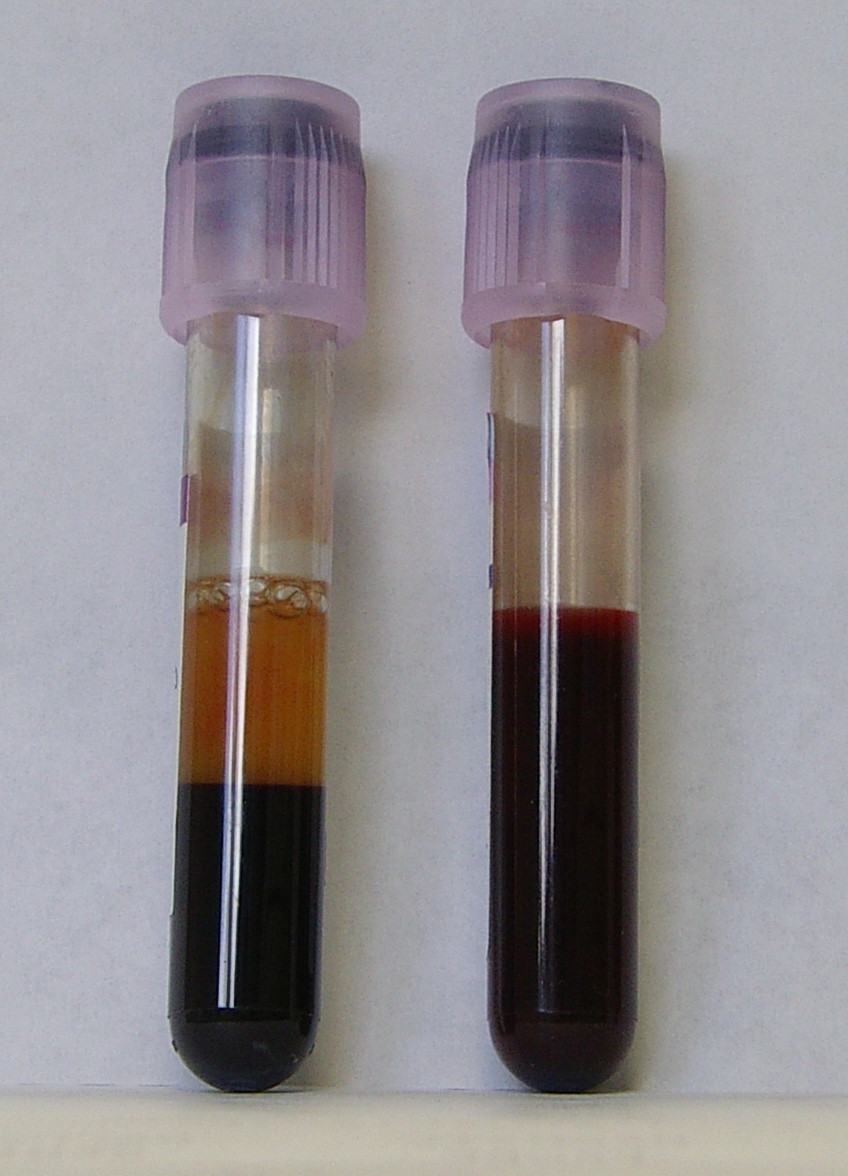
În dreapta - sânge proaspăt recoltat.
În stânga - sânge recoltat pe anticoagulant (EDTA) și lăsat să sedimenteze. Se observă separarea de plasmă a elementelor celulare, care au sedimentat la fundul eprubetei.
Plasma este lichidul transparent și ușor gălbui aflat deasupra.

Sângele este compus din elemente celulare (ca.44 %) și plasmă (ca. 55 %), care conține (90 % apă), proteine, săruri minerale și substanțe cu molecule mici ca monozaharide, hormoni, gaze dizolvate, și substanțe nutritive (glucide, lipide, vitamine), mai conțin produse de catabolism destinate excreției (rinichi) ca ureea, acid uric, hipuric.
Din punct de vedere fizico-chimic sângele este o suspensie, cu alte cuvinte un amestec de lichide, gaze,substanțe solide printre care se înțeleg și celulele.
Sângele prin conținutul său de eritrocite (globule roșii) în comparație cu plasma având o viscozitate mai mare, creșterea hematocritului influențează pozitiv creșterea viscozității sângelui, care determină încetinirea curentului sanguin, prin proprietatea plastică a eritrocitelor sângele nu se comportă ca o suspensie ci ca emulsie.
Valoarea pH-ului sanguin fiind 7,4 care prin diferite procese tampon va fi menținută constant, evitând fenomenele dăunătoare organismului de acidoză sau alcaloză.

Culoarea roșie a sângelui este datorată pigmentului (cu fier) hemoglobină din eritrocite care încărcate cu oxigen au o culoare mai deschisă.

### Plasma
Plasma sanguină reprezintă aproximativ 55–60% din sânge și este formată din aproximativ 90% apă, 1% substanțe anorganice (săruri minerale care conțin ioni dintre care mai importanți sunt cei de sodiu Na, clor Cl, potasiu K, magneziu Mg, fosfor P și calciu Ca) și aproximativ 9% substanțe organice (proteine, glucide, lipide etc). Raportul de proteine variază între 60 și 80 g/litru ca. 8 % din volumul plasmei.
Proteinele separate prin electroforeză sunt albumine ca și  α1-, α2-, β- și γglobuline. Proteinele din plasmă pe lângă rolul de transport, mai joacă un rol important în apărarea organismului prin sistemul imunologic, în procesul de coagulare a sângelui rolul de tampon în menținerea unui pH constant și menținerea constantă a presiunii osmotice din sânge.
Plasma care nu mai conține factorii de coagulare este numit ser sanguin acesta se obține prin centrifugarea sângelui după coagulare.
Serul conține 91 % apă, factori de creștere care nu sunt prezenți în plasmă, 7 % proteine, restul sunt electroliți și hormoni, culoarea galbenă a serului se datorează bilirubinei.

### Elemente figurate
Elementele figurate ale sângelui sunt eritrocitele, leucocitele și trombocitele. Prezintă variații de număr și formă în funcție de specie.
Eritrocitele (numite și globulele roșii sau hematii) au rolul de a transporta oxigenul și dioxidul de carbon. Sunt celule anucleate, ce conțin un pigment numit hemoglobină. Aceasta este o proteină compusă dintr-o albumină numită globină și o grupare numită hem, ce conține fier, cu rol de fixare a oxigenului. Hemoglobina este pigmentul care determină culoarea roșie a sângelui. Unele specii de animale au alt tip de pigment sanguin, care conține  cupru și este de culoare albastră (Octopus). Circa 1 % din eritrocitele din sângele periferic sunt reticulocite, restul fiind eritrocite mature.
Leucocitele sau globulele albe se împart în granulocite și agranulocite. Granulocitele sunt leucocite cu nucleu granular, clasificate după culoarea protoplasmei în trei categorii: eozinofile, bazofile și neutrofile. Au rol imunologic în imunitatea nespecifică. Agranulocitele sunt leucocite cu nucleu de formă mai simplă, negranular, și se clasifică în monocite și limfocite. Au rol în imunitatea specifică.
Numărul normal de globule albe variază în funcție de vârstă, fiind mai mare la copil. Poate depăși valorile normale ale vârstei, în caz de boală. În infecții, în special bacteriene, numărul de leucocite de regulă crește, dar poate să și scadă în infecții cu anumiți germeni, în special virusuri, sau la persoane cu imunodeficiențe.
Trombocitele, numite și plachete sanguine, sunt celule ale sângelui cu rol în coagulare.
Proporția elementelor figurate (celulare) din sânge se numește hematocrit. Valorile normale ale hematocritului variază în funcție de vârstă și sex. La bărbați, valoarea normală a hematocritului este între 44 - 46 %,  la femei între 41 - 43 %. La copii variază în funcție de vârstă, la nou născuți fiind de 60 %, iar la copiii până la pubertate de numai de 30 %.

### Galerie de imagini

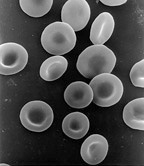
Eritrocite
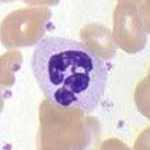
Granulocit neutrofil
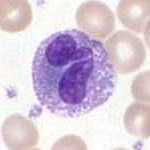
Granulocit eozinofil
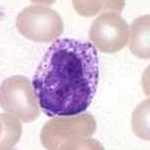
Granulocit bazofil

## Hematopoieza

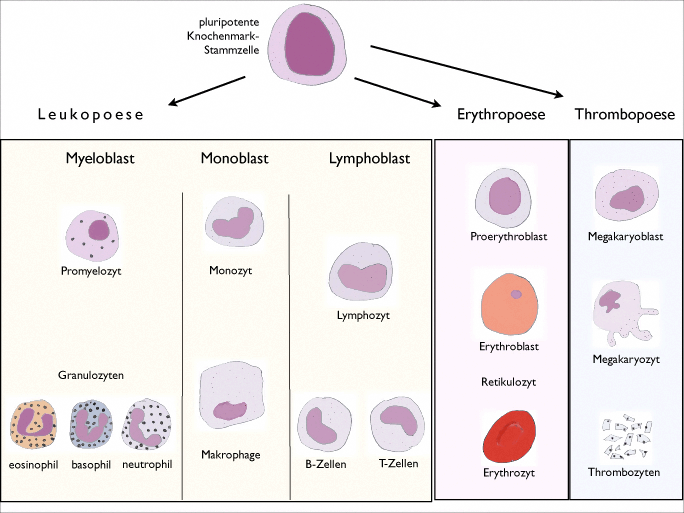
Hematopoieza

Este procesul de formare a elementelor celulare sanguine la nivelul măduvei osoase, din celulele sistemului reticulo-endotelial (celule de tip embrionar) care prin procesul de maturare se pot transforma în oricare celulă specializată din organism.
Hematopoieza are mai multe forme ca de exemplu eritropoeza formarea eritrocitelor, această maturare a eritrocitelor tinere se produce prin acțiunea hormonului eritropoetină în ficat și rinichi.
Un rol important în eritropoeză îl joacă fierul, cobalamina (vitamina B12) și acidul folic (vitamina B9), o scădere a concentrației sanguine în oxigen stimulează accelerarea eritropoezei cu producerea hormonilor necesari.
Așa numitul cimitir al eritrocitelor este splina și celulele Kupffer din ficat, viața unei eritrocite durează 120 de zile, după moartea eritrocitelor, hemoglobina suferă un proces de descompunere cu mai multe etape: bilirubină, urobilină, stercobilină acestea se elimină prin urină și fecale.